# Green Cove Springs
Green Cove Springs es una ciudad ubicada en el condado de Clay en el estado estadounidense de Florida. En el Censo de 2010 tenía una población de 6908 habitantes y una densidad poblacional de 270,04 personas por km².

## Geografía
Green Cove Springs se encuentra ubicada en las coordenadas 29°59′25″N 81°40′52″O / 29.99028, -81.68111. Según la Oficina del Censo de los Estados Unidos, Green Cove Springs tiene una superficie total de 25.58 km², de la cual 19.1 km² corresponden a tierra firme y (25.35%) 6.49 km² es agua.

## Demografía
Según el censo de 2010, había 6.908 personas residiendo en Green Cove Springs. La densidad de población era de 270,04 hab./km². De los 6.908 habitantes, Green Cove Springs estaba compuesto por el 74.84% blancos, el 18.99% eran afroamericanos, el 0.42% eran amerindios, el 1.04% eran asiáticos, el 0.17% eran isleños del Pacífico, el 2.36% eran de otras razas y el 2.17% pertenecían a dos o más razas. Del total de la población el 6.99% eran hispanos o latinos de cualquier raza.